# Il genio (film 1998)
Il genio (Holy Man) è un film del 1998, diretto da Stephen Herek, con protagonista Eddie Murphy.
Costato circa 60 milioni di dollari, il film ne ha incassati appena 12 069 719.